# Божиновић
Божиновић је презиме српскохрватског порекла, патроним имена Божин.
Значајни људи са овим презименом су:
- Бошко Божиновић (1949−2018), хрватски тркач на средње стазе и кондициони тренер
- Давор Божиновић (1961), хрватски дипломата и политичар
- Франсиско Божиновић (1959−2023), хрватско-чилеански биолог и академик
- Видоја Божиновић (рођен 1955), српски музичар